# Reftele landsfiskalsdistrikt
Reftele landsfiskalsdistrikt var 1918–1964 ett landsfiskalsdistrikt i Jönköpings län, bildat när Sveriges indelning i landsfiskalsdistrikt trädde i kraft den 1 januari 1918, enligt beslut den 7 september 1917. Den 1 januari 1965 avskaffades i Sverige samtliga landsfiskaler och landsfiskalsdistrikt, och deras arbetsuppgifter delades upp på de nyskapade indelningarna polisdistrikt, åklagardistrikt och kronofogdedistrikt.
Landsfiskalsdistriktet låg under länsstyrelsen i Jönköpings län.

## Ingående områden
När Sveriges nya indelning i landsfiskalsdistrikt trädde i kraft den 1 oktober 1941 (enligt kungörelsen den 28 juni 1941) överfördes Gnosjö landskommun till Gislaveds landsfiskalsdistrikt och kommunerna Bolmsö, Kållerstad, Tannåker och Ås tillfördes från det upplösta Unnaryds landsfiskalsdistrikt. När Sveriges nya indelning i landsfiskalsdistrikt trädde i kraft den 1 januari 1952 (enligt kungörelsen 1 juni 1951) ändrades distriktets omfattning.

### Från 1918
Västbo härad:
- Bredaryds landskommun
- Dannäs landskommun
- Forsheda landskommun
- Gnosjö landskommun
- Kulltorps landskommun
- Reftele landskommun
- Torskinge landskommun

### Från 1 oktober 1941
Västbo härad:
- Bolmsö landskommun
- Bredaryds landskommun
- Dannäs landskommun
- Forsheda landskommun
- Kulltorps landskommun
- Kållerstads landskommun
- Reftele landskommun
- Tannåkers landskommun
- Torskinge landskommun
- Ås landskommun

### Från 1 januari 1952
- Bredaryds landskommun
- Forsheda landskommun
- Reftele landskommun
- Unnaryds landskommun